# Miss Mondo 1985
Miss Mondo 1985, la trentacinquesima edizione di Miss Mondo, si è tenuta il 14 novembre 1985, presso il Royal Albert Hall di Londra. Il concorso è stato presentato da Peter Marshall e Anne Diamond. Hólmfríður Karlsdóttir, rappresentante dell'Islanda è stata incoronata Miss Mondo 1985.

## Risultati

### Piazzamenti
| Risultato       | Concorrente |
| --------------- | --- |
| Miss Mondo 1985 | - Islanda - Hólmfríður Karlsdóttir |
| 2ª classificata | - Regno Unito - Mandy Shires |
| 3ª classificata | - Stati Uniti - Brenda Denton |
| 4ª classificata | - Venezuela - Ruddy Rodríguez |
| 5ª classificata | - Giamaica - Alison Barnett |
| 6ª classificata | - Israele - Maja Wechtenhaim |
| 7ª classificata | - Svizzera - Eveline Glanzmann |
| Top 15          | - Brasile - Leila Bittencourt - Irlanda - Anne Marie Gannon - Nuova Zelanda - Sheri Burrow - Paraguay - Daisy Ferreira - Polonia - Katarzyna Zawidzka - Porto Rico - Iris Matías - Svezia - Anne-Bolette Christophersson - Zaire - Kayonga Mureka Tete |

### Regine continentali
| Risultato | Concorrente                        |
| --------- | ---------------------------------- |
| Africa    | - Zaire - Kayonga Mureka Tete      |
| Americhe  | - Stati Uniti - Brenda Denton      |
| Asia      | - Israele - Maja Wechtenhaim       |
| Europa    | - Islanda - Hólmfríður Karlsdóttir |
| Oceania   | - Nuova Zelanda - Sheri Burrow     |

### Riconoscimenti speciali
| Risultato        | Concorrente                    |
| ---------------- | ------------------------------ |
| Miss Personality | - Isola di Man - Fiona Hartley |
| Most Photogenic  | - Zaire - Kayonga Mureka Tete  |

## Concorrenti
- Aruba - Jacqueline Deborah van Putten
- Australia - Angelina Nasso
- Austria - Gabriele Maxonus
- Bahamas - Rhonda Lea Cornea
- Barbados - Elizabeth "Liz" Dana Wadman
- Belgio - An Van Den Broeck
- Bermuda - Jannell Kathy Nadra Ford
- Bolivia - Carolina Issa Abudinen
- Brasile - Leila Rosana Leal Bittencourt
- Canada - Michelle Irene Tambling
- Cile - Lydia Ana Labarca Birke
- Cipro - Juliana Panayiota Kalogirou
- Colombia - Margarita Rosa de Francisco Baquero
- Corea del Sud - Park Eun-kyoung
- Costa Rica - Marianela Herrera Marín
- Costa d'Avorio - Rose Armande Oulla
- Curaçao - Lidushka Pamela Curiel
- Danimarca - Jeanette Kröll
- Ecuador - Maria del Pilar de Veintemilla Russo
- El Salvador - Luz del Carmen Mena Duke
- Filippine - Elizabeth Cuenco
- Finlandia - Marja Kristiina Kinnunen
- Francia - Nathalie Jones
- Gambia - Georgett Salleh
- Germania - Marion Morell
- Giamaica - Alison Jean Barnett
- Giappone - Haruko Sugimoto
- Gibilterra - Gail Anne May Francis
- Grecia - Epi Galanou
- Guam - Therese M. Quintanilla
- Guatemala - Maricela Luna Villacorta
- Hong Kong - Aleen Lo Kam-Yu
- India - Sharon Mary Clarke
- Irlanda - Anne Marie Gannon
- Islanda - Hólmfríður Karlsdóttir
- Isola di Man - Fiona Louise Hartley
- Isole Cayman - Emily Yvette Hurlston
- Isole Vergini Americane - Connie Mary Colaire
- Israele - Maja Wechtenhaim
- Italia - Cosetta Antoniolli
- Jugoslavia - Aleksandra Kosanovic
- Kenya - Jacqueline Mary Thom
- Libano - Mary Khoury
- Liberia - Sarah-Laurine Massanuh Horton
- Lussemburgo - Beatrix Bertine Herma Corneline Tinnemans
- Malaysia - Rosalind Kong Siew Kuen
- Malta - Kristina Apap Bologna
- Messico - Alicia Yolanda Carrillo González
- Nigeria - Rosemary Okeke
- Norvegia - Karen Margrethe Moe
- Nuova Zelanda - Sheri Anastasia Le Fleming Burrow
- Paesi Bassi - Brigitte Bergman
- Panama - Diana Ester Alfaro Arosemena
- Paraguay - Daisy Patricia Ferreira Caballero
- Perù - Carmen del Rosario Muro Távara
- Polonia - Katarzyna Dorota Zawidzka
- Porto Rico - Iris Matias Gonzáles
- Portogallo - Maria de Fátima da Silva Alves Raimundo
- Regno Unito - Mandy Adele Shires
- Rep. Dominicana - Maria Trinidad González Hernández
- Saint Kitts e Nevis - Karen Marcelle Grant
- Saint Vincent e Grenadine - Donna Maria Young
- Samoa - Angelie Achatz
- Singapore - Joanne Sylvia Mitchell
- Spagna - Maria Amparo Martínez Cordom
- Sri Lanka - Natalie Gunewardene
- Stati Uniti - Brenda Denton
- Svezia - Anne-Bolette Jill Christophersen
- Svizzera - Eveline Nicole Glanzmann
- eSwatini - June Hank
- Tahiti - Ruth Manea
- Thailandia - Parnlekha "Por" Wanmuang
- Trinidad e Tobago - Ulrica Christina Phillip
- Turks e Caicos - Barbara Bulah Mae Capron
- Uganda - Helen Acheng
- Venezuela - Ruddy Rosario Rodríguez de Lucia
- Zaire - Kayonga "Benita" Mureka Tete